# Le 6MIC
Le 6MIC, parfois orthographié 6Mic, également connu sous le nom de Salle de musiques actuelles du pays d'Aix, est une salle de concert située à Aix-en-Provence. C'est la plus importante salle uniquement consacrée aux musiques actuelles en France,.

## Histoire
Le 6MIC se trouve dans le nouveau quartier de la Constance dans le sud-est du territoire de la commune d'Aix-en-Provence, en bordure de l'autoroute A8. Il a été conçu par les architectes Rudy Ricciotti et Jean-Michel Battesti en conception-réalisation avec le groupe Fayat pour, selon le premier, ressembler à un « rocher naturel » en référence à la montagne Sainte-Victoire. L'enveloppe entourant le bâtiment est faite d'un béton particulier et devrait à terme se recouvrir de mousse et de lichen.
Le 6MIC est inauguré le 9 janvier 2020 et a ouvert ses portes pour les premiers concerts en mars de la même année,, peu avant le confinement due à la pandémie de Covid-19.
Il est la propriété de la Métropole d'Aix-Marseille-Provence qui a assuré la maîtrise de l'ouvrage lors de sa construction. Cependant, à la suite de la promulgation en 2022 de la loi relative à la différenciation, la décentralisation, la déconcentration et portant diverses mesures de simplification de l'action publique locale dite « 3DS », le Conseil métropolitain a décidé le 7 décembre 2023 de restituer la gestion du 6MIC à la commune d'Aix-en-Provence à compter du 1er janvier 2024. Cette dernière est concédée par délégation de service public à la Société coopérative d'intérêt collectif IRIS, composée de professionnels du secteur qui à quant a elle remporté l'appel d'offres en 2020.

## Capacité et équipements
Le 6MIC a une surface de plancher de 5 550 m2. Il dispose d'une grande salle de 990 m2 avec 220 m2 de scène, 1 800 places debout et 416 places sur un gradin rétractable, ainsi que d'une seconde salle dite « club » de 420 m2 avec bar et 107 m2 de scène et environ 800 places debout et 262 places sur un gradin également rétractable. Il compte en outre quatre studios de répétition : un de 15 m2 (dédiée à la création et à la musique assistée par ordinateur), deux de 30 m2 et un de 40 m2, ainsi qu'un studio de pré-production de 80 m2,,. Cette configuration permet l'organisation simultanée de concerts, et le 6MIC comporte également un patio de 250 m2, avec un espace bar, pour des concerts en extérieur et un espace de restauration, ainsi que quatre loges individuelles et deux loges collectives.
L'intégralité du 6MIC est équipée avec un système de diffusion sonore de la société française L-Acoustics, la grande salle étant notamment la première dans le monde à se doter de son nouveau système Kara II.

## Accès
Adresse : 160 rue Pascal Duverger, 13090 Aix-en-Provence
- BHNS Aixpress ligne A : arrêts Vasarely ou Le Coq d'Argent ;
- Parking du 6MIC de 250 places et parking provisoire en face de 200 places[13].

## Voir également